# Havardia campylacanthus
Havardia campylacanthus là một loài thực vật có hoa trong họ Đậu. Loài này được (L.Rico & M.Sousa) Barneby & J. miêu tả khoa học đầu tiên.